# Brněnské výstaviště
Brněnské výstaviště je český výstavní areál, rozkládající se zhruba 2 km zjz. od centra Brna na levém břehu řeky Svratky v městské části Brno-střed, v katastrálním území Pisárky. Vlastníkem areálu je společnost Veletrhy Brno, která zde celoročně provozuje veletrhy, výstavy, přehlídky, koncerty a různé další akce. V současné době je areál výstaviště chráněn jako kulturní památka.

## Historie

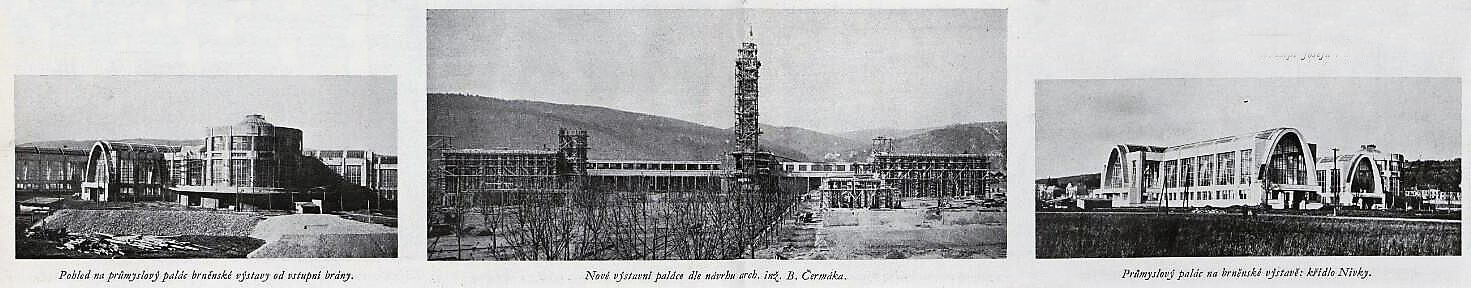
Výstavba brněnského výstaviště, 1928

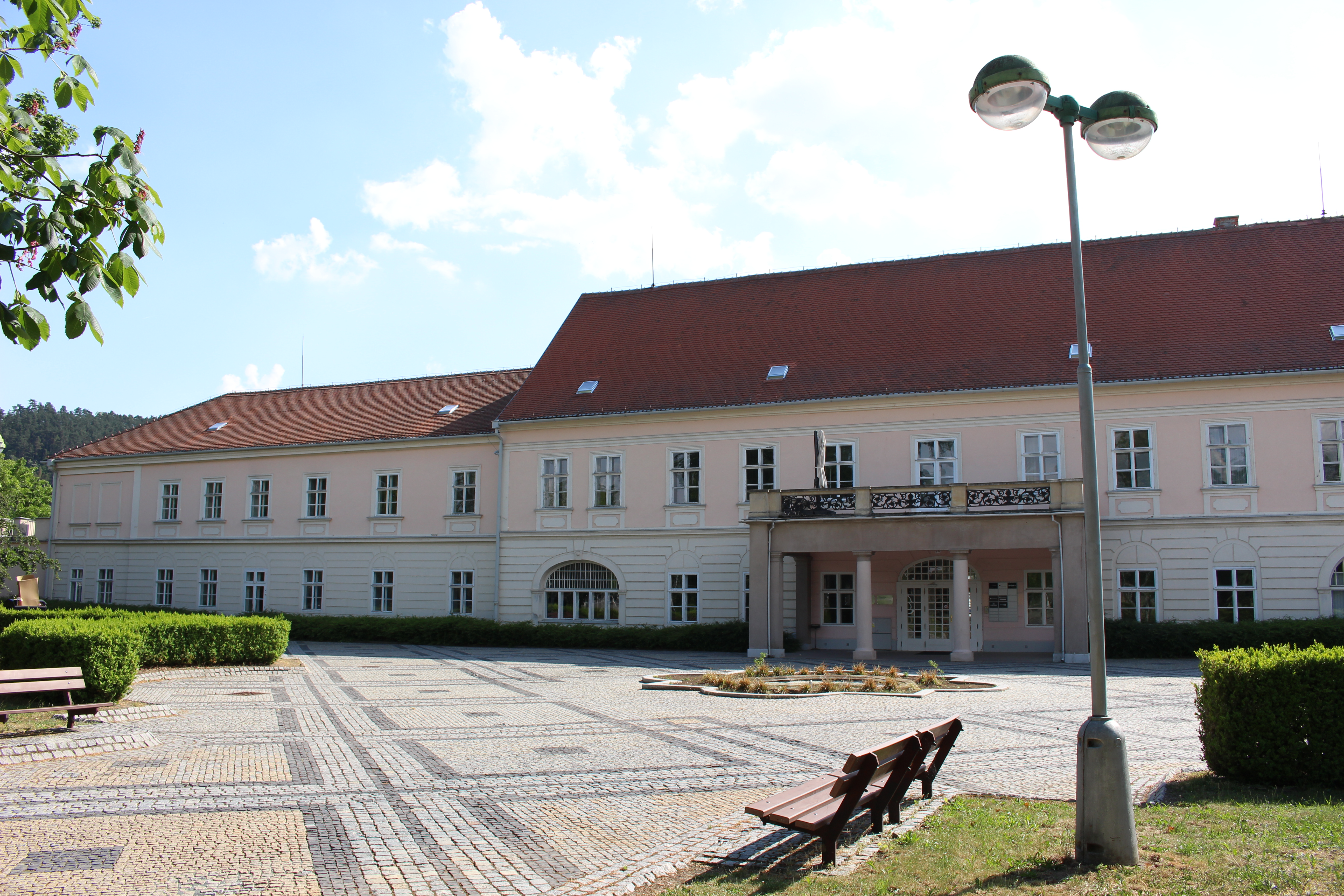
Výstaviště vzniklo na prostoru okolo tzv. Bauerova zámečku.

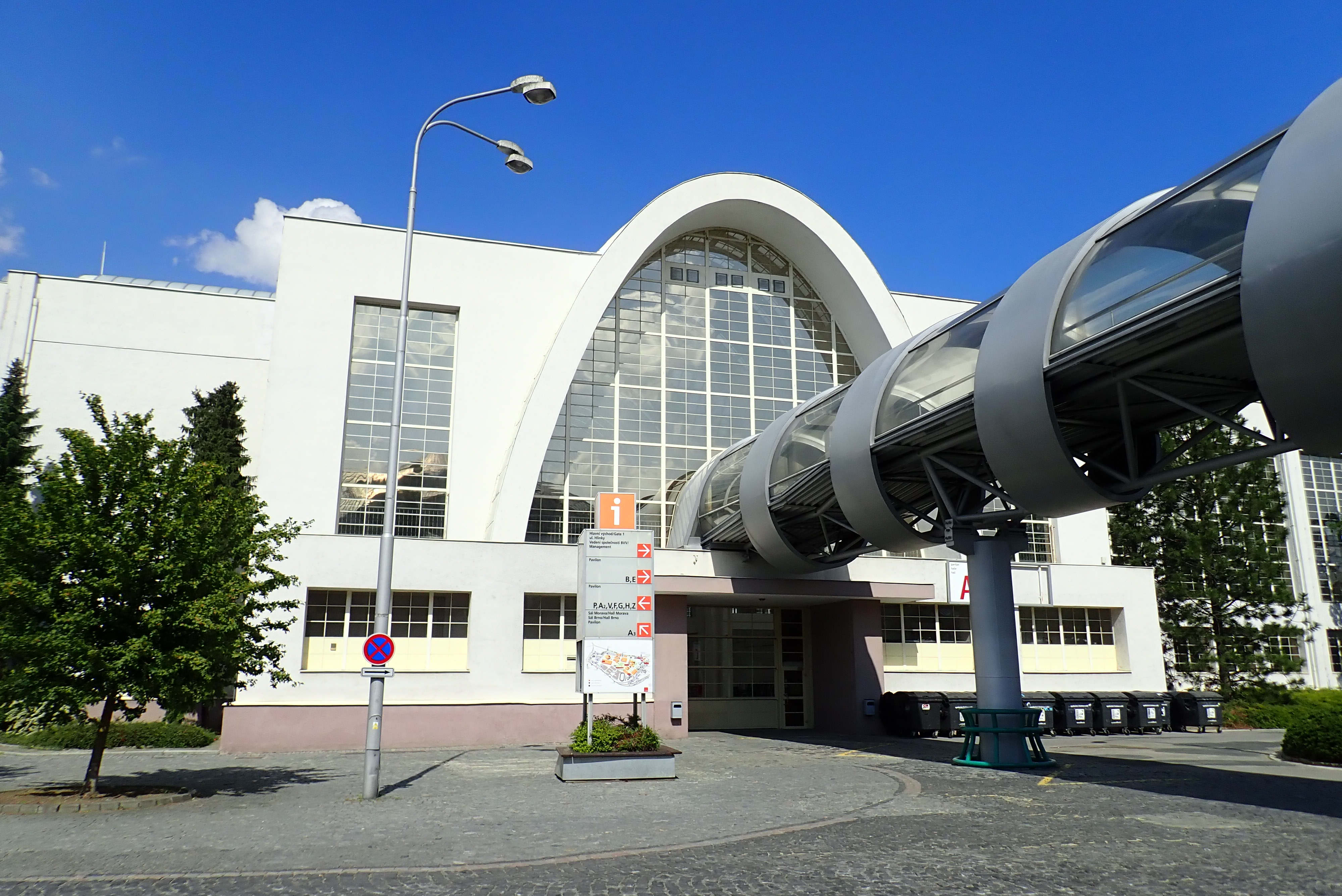
Funkcionalistický Pavilon A pochází z roku 1928.

Přípravy výstavby nového veletržního výstaviště v Brně se datují ještě do časů Rakouska-Uherska. Prosazovala ji Česká hospodářská společnost pro markrabství moravské, která chtěla využít faktu, že Brno bylo jedním z průmyslových center, především pro průmysl textilní. Inspirovat se nechala především Jubilejní zemskou výstavou v Praze. Práce však byly přerušeny 1. světovou válkou. Po ní nastala krátká hospodářská recese způsobená ztrátou trhů Rakouska-Uherska, ale již v srpnu roku 1923 rozhodl Moravský zemský výbor o stavbě nového výstaviště. Do té doby byl využíván sokolský stadion na Kounicově ulici. Pro místo výstaviště byly zvažovány dvě lokality; současný prostor v Pisárkách a prostor nedaleko Králova Pole.
Byly zakoupeny pozemky v Pisárecké kotlině o rozloze 58 ha od brněnského právníka a podnikatele Viktora Bauera. Místo bylo známo pod názvem Bauerova rampa a Viktor Bauer zde vlastnil cukrovar a pole. Sám bydlel nedaleko v dnešní ulici Hlinky čp. 39/41. Ještě roku 1923 byla vypsána architektonická soutěž na urbanistické řešení výstaviště, do které se přihlásilo celkem jedenáct návrhů. V roce 1924 rozhodla o výstavbě areálu československá vláda. Architektonická koncepce areálu a hlavního pavilonu vychází z vítězného soutěžního návrhu pražského architekta Josefa Kalouse z roku 1924. Při realizaci byl použit nový urbanistický plán brněnského architekta Emila Králíka. Kalousův návrh počítal s dvěma hlavními osami, které vybíhají z obou stran dnešního Pavilonu A do prostor výstaviště. V prostoru pavilonu Z se měla nacházet rozsáhlá zahrada a v místě bývalého obchodního domu Tuzex měl být poté vybudován nový stadion.
Stavba areálu započala roku 1927 a trvala 14 měsíců. Mimo jiné byla založena i Výstavní akciová společnost, která měla výstaviště provozovat. Slavnostně bylo výstaviště otevřeno dne 26. května 1928 akcí s názvem „Výstava soudobé kultury v Československu“ (u příležitosti 10. výročí vzniku Československé republiky). Rozsáhlá výstava byla předvídána ale již před několika lety. V roce 1924 navrhl Jan Máša, aby byla k 10 letům ČSR zřízena právě výroční velkolepá výstava. Akce prezentovala fungování československého státu; měla rovněž propagovat úspěchy, kterých Československo v prvních deseti letech dosáhlo i v zahraničí.
Průmyslovou výstavu si 31. srpna 1929 prohlédl také prezident Tomáš Garrigue Masaryk. Brno ve výstavišti o rozloze 360 000 m² (plocha v pavilonech přes 30 000 m²) získalo jeden z nejvýznamnějších funkcionalistických stavebních komplexů své doby. Jednotlivé pavilony byly dílem známých architektů – například přední český architekt Bohuslav Fuchs navrhl hned několik pavilonů, zachoval se z nich jediný, pavilon města Brna. Pavilon AVU navrhl známý český architekt Josef Gočár. Exponáty výstavy bylo i několik moderních domů ve svahu nad výstavištěm. V jižní straně u vchodové brány se nacházely tři funkcionalistické pavilony s cihlovými stěnami: Pavilon Brno, Pavilon Morava a Pavilon města Prahy. První dva se dochovaly do současné doby, nicméně již neslouží pro účely výstav.
Přestože nedlouho po výstavě probíhala Velká hospodářská krize, konaly se na novém výstavišti v Brně veletrhy v počtu 2-3 akcí ročně. Provozovatel veletrhů, kterým byla Výstavní akciová společnost, odkoupila řadu funkcionalistických pavilonů, čímž se značně zadlužila. Počet akcí však postupně klesal a po roce 1933 začala společnost i otevřeně přiznávat, že je ve ztrátě; o dva roky později tehdejší československé noviny uváděly, že by mohla být předmětem státní hospodářské pomoci. Výstavní trhy a Nábytkové trhy se nicméně konaly pravidelně každý rok až do roku 1938. Na výstavišti se rovněž prezentovaly i jednotlivé politické strany, které zde pořádaly vlastní výstavy. Agrární strana zorganizovala v roce 1934 Potravinářskou výstavu, ČSNS zde o rok později uskutečnila Výstavu práce a odpočinku.
V roce 1938 bylo výstaviště v souvislosti s bezpečnostní situací v zemi předáno Československé armádě, od roku 1939 pak sloužilo pro potřeby německého vojska. Na konci 2. světové války bylo těžce poškozeno, takže se uvažovalo o jeho zrušení. Roku 1947 však byla zahájena obnova, na které se brigádnicky podílelo mnoho dobrovolníků z řad Brňanů. Akce byla uskutečněna v rámci dvouletého plánu. Kromě dobrovolnické práce bylo proinvestováno na obnově výstaviště sedm milionů tehdejších korun. Dne 11. září 1948 bylo výstaviště opět otevřeno pro první poválečnou výstavu.
Mezi lety 1951 až 1955 se uskutečnila přestávka, kterou si vynutila problematická ekonomická situace Československa. Původně plánované velkolepé výstavy se nakonec neuskutečnily.
Na začátku roku 1954 se areál výstaviště stal parkem kultury a oddechu (PKO) a spravovalo ho nově zřízené stejnojmenné zařízení brněnského městského národního výboru. Díky úspěchu tří ročníků strojírenských výstav v letech 1955–1958, které již překročily záběr působnosti parků kultury a oddechu, bylo počátkem roku 1958 výstaviště vyčleněno z PKO. Park kultury a oddechu nadále dočasně využíval některé objekty ve výstavním areálu, ale na konci roku 1958 mu městský národní výbor určil jako nový prostor nedalekou Riviéru, kam se definitivně přesunul v polovině roku 1959.

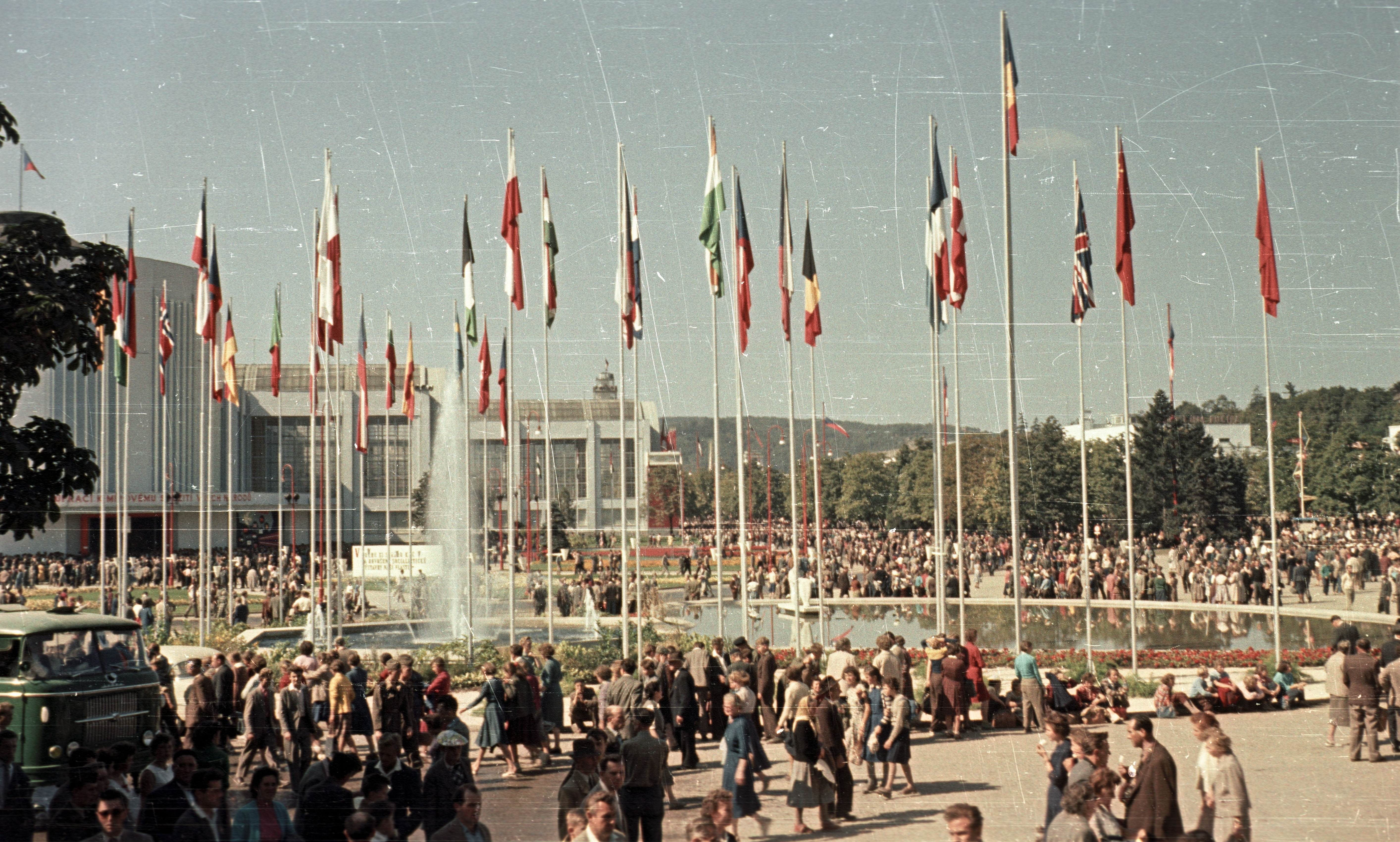
V 50. letech bylo výstaviště podstatně rozšířeno a přibyly do něj další areály

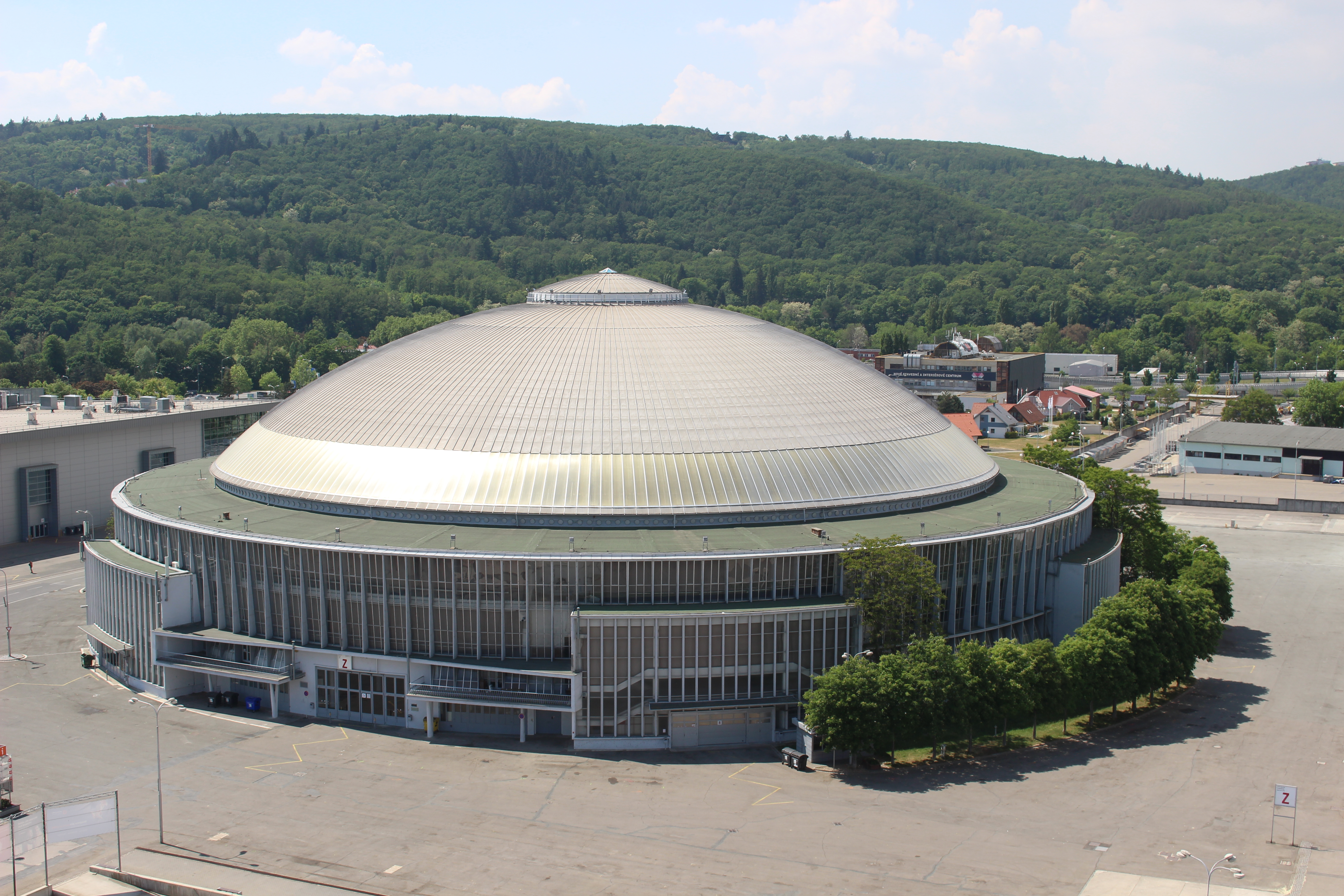
Největším pavilonem byl po dlouhou dobu Pavilon Z, který je rovněž od roku 1959 i dominantou areálu

V roce 1955 se uskutečnila 1. výstava československého strojírenství. Ta již měla roční periodicitu a při jejím třetím ročníku se již podařilo prezentovat i v západoevropských médiích. Proto bylo nedlouho po jejím skončení rozhodnuto o uspořádání 1. mezinárodního strojírenského veletrhu. Jednalo se však o akci, o které se vědělo, že by byla značně náročnější ve smyslu potřebných kapacit. Proto byla zahájena rozsáhlá přestavba, modernizace a rozšíření výstaviště. Vznikly nové pavilony; Pavilon Z, který se stal dominantou výstaviště, Pavilon C s menší kupolí a narychlo postavená průmyslová hala (Pavilon B), která měla zajistit dostatečné kapacity pro největší československé výstaviště. První mezinárodní strojírenský veletrh se na Brněnském výstavišti uskutečnil v září 1959. 432 subjektů z celkem dvaceti devíti zemí se prezentovalo na přestavěném areálu. Akci navštívilo dva a půl milionu návštěvníků, z toho 13 tisíc byli zahraniční hosté. Během akce po celém Brně nedostačovaly ubytovací kapacity a kolabovala veřejná doprava. Výstava měla do velké míry také propagovat mechanizaci v zemědělství, vystaven však byl i veliký počet strojírenských výrobků.
V polovině 60. let se díky úspěšné ekonomické situaci v ČSSR podařilo uskutečnit i první výstavu spotřebního zboží, která byla od roku 1965 i přístupná veřejnosti. V roce 1965 byl přijat další generel dostavby výstaviště, na němž se podílel Zdeněk Denk, který navrhoval střešní konstrukce pro kupolovité pavilony výstaviště, dále potom Stanislav Jasník a František Kočí. Generel předpokládal dokončení areálu výstaviště, výstavbu nové výškové budovy na západním okraji areálu a nové pavilony v prostoru dnešního pavilonu E.
Od roku 1968 se začaly pořádat veletrhy obalové techniky, které byly později známy pod názvem EMBAX Brno. Počet rostoucích akcí si vyžádal i výstavbu nových ubytovacích zařízení; proto byly v 60. letech dokončeny hotely International a Continental; roku 1979 k nim přibyl ještě Hotel Voroněž.
V 70. letech 20. století byl dokončen Pavilon D a roku 1985 přestavěn a zmodernizován Pavilon B. Několik pavilonů v jižní části areálu bylo na přelomu 80. a 90. let propojeno po vzoru západoevropských výstavních center krytými průchozími tubusy, tzv. pasarely. V témže období se na brněnském výstavišti konaly pravidelně např. veletrhy EMBAX (mezinárodní veletrh obalové a tiskárenské techniky), Invex (původně výstava vynálezů a technických novinek, později veletrh IT novinek), Autoprogress, Intrama, Inteco a Montex. Většina veletrhů se soustředila na průmyslové výrobky, automobilové produkce apod.
Rovnoměrné zastoupení všech odvětví hospodářství bylo na brněnském výstavišti realizováno především po roce 1989 v souvislosti s ekonomickými změnami v zemi. Začaly se tak konat veletrhy například na prezentaci jednotlivých regionů, vinařské a pivařské veletrhy, hobbistické nebo módní akce.

## Veletrhy a výstavy
Na počátku 21. století se na brněnském výstavišti konalo pravidelně okolo 40 výstavních akcí ročně. K nejrozsáhlejším patří Mezinárodní strojírenský veletrh nebo veletrh zemědělské techniky Techagro.

## Vlastnictví a provoz
Areál výstaviště provozuje akciová společnost Veletrhy Brno, v níž většinu vlastní město Brno a drobní akcionáři. Její předchůdkyní byla po dlouhou dobu společnost BVV – Brněnské veletrhy a výstavy.

## Pavilony

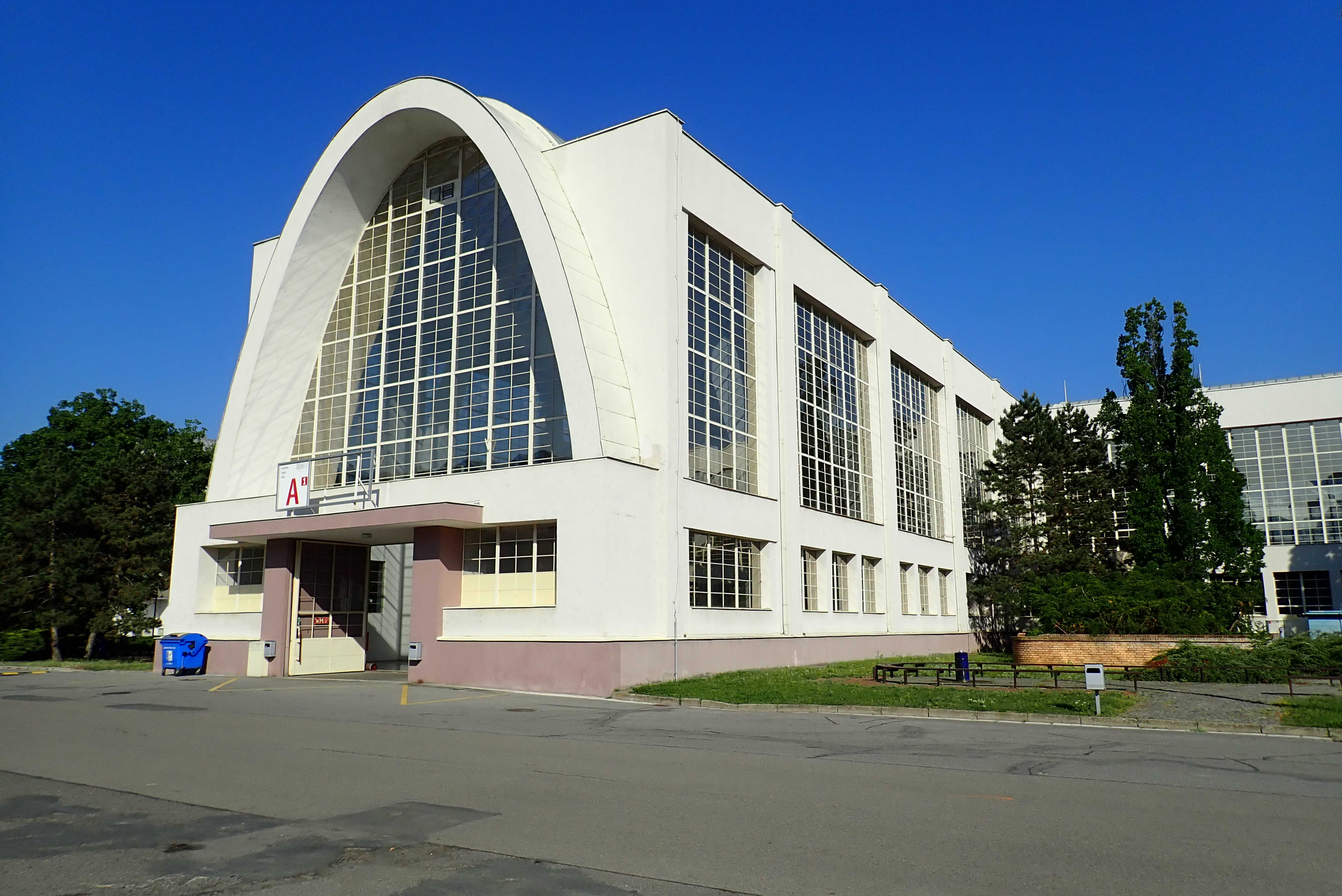
Pavilon A
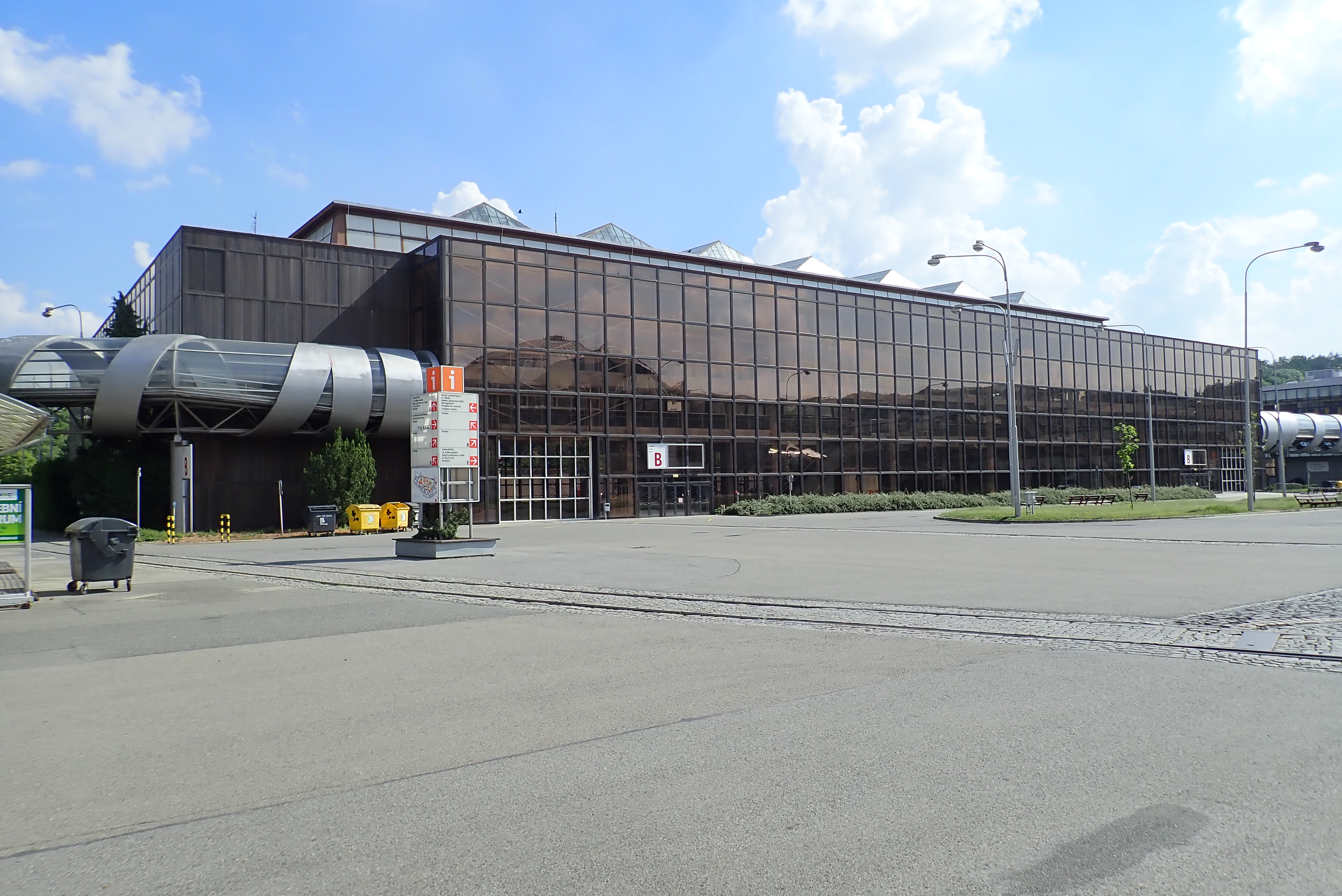
Pavilon B
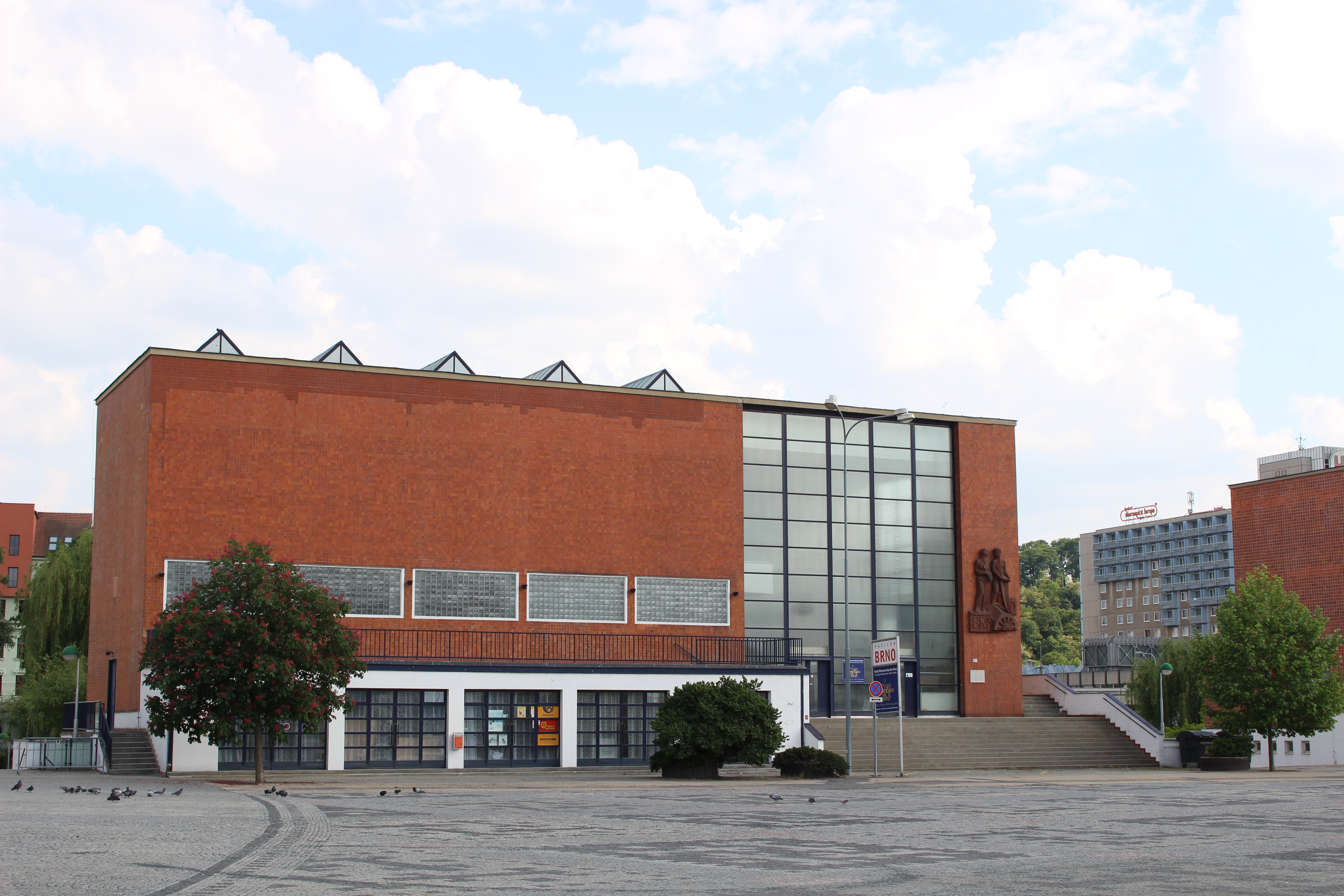
Pavilon Brno
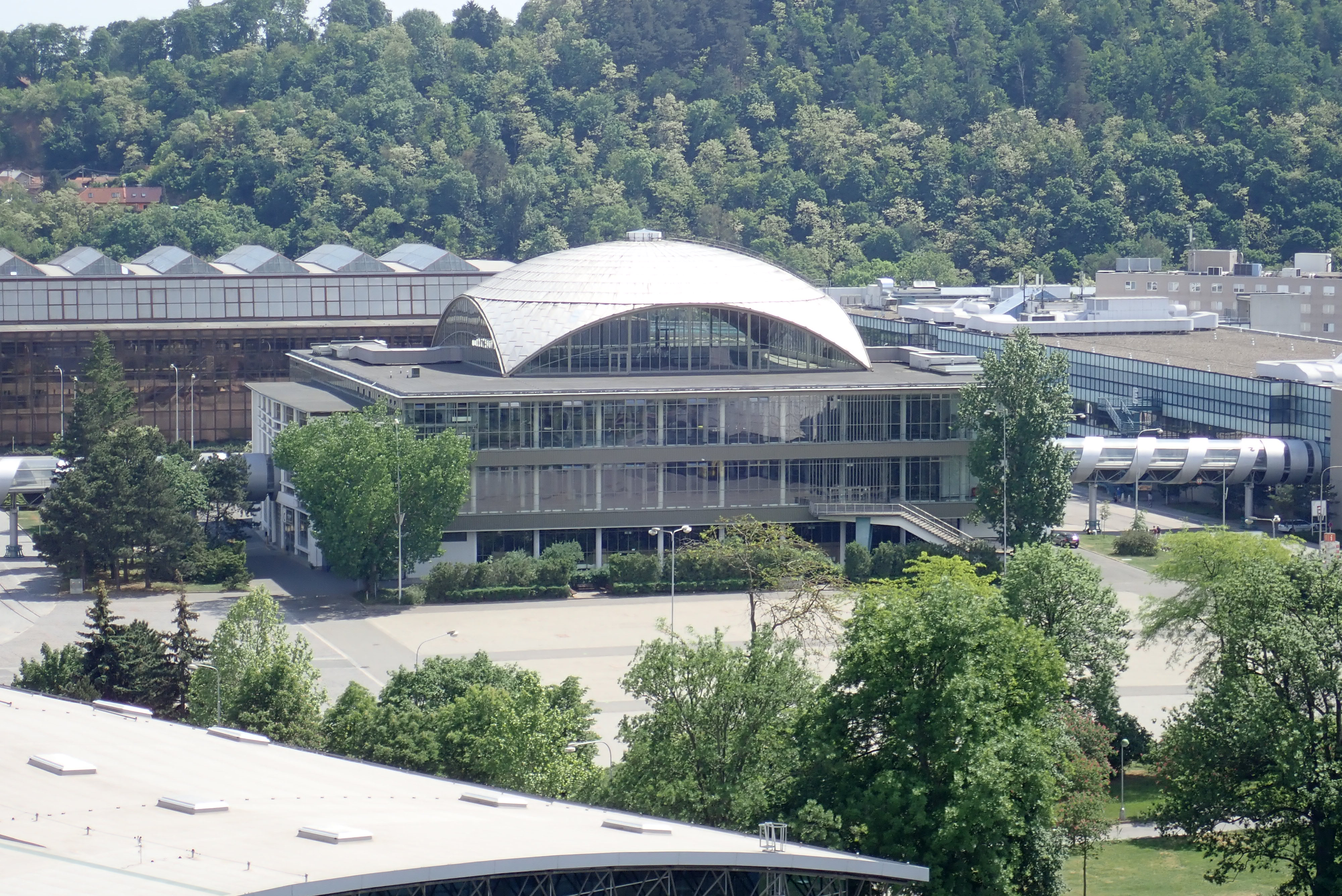
Pavilon C
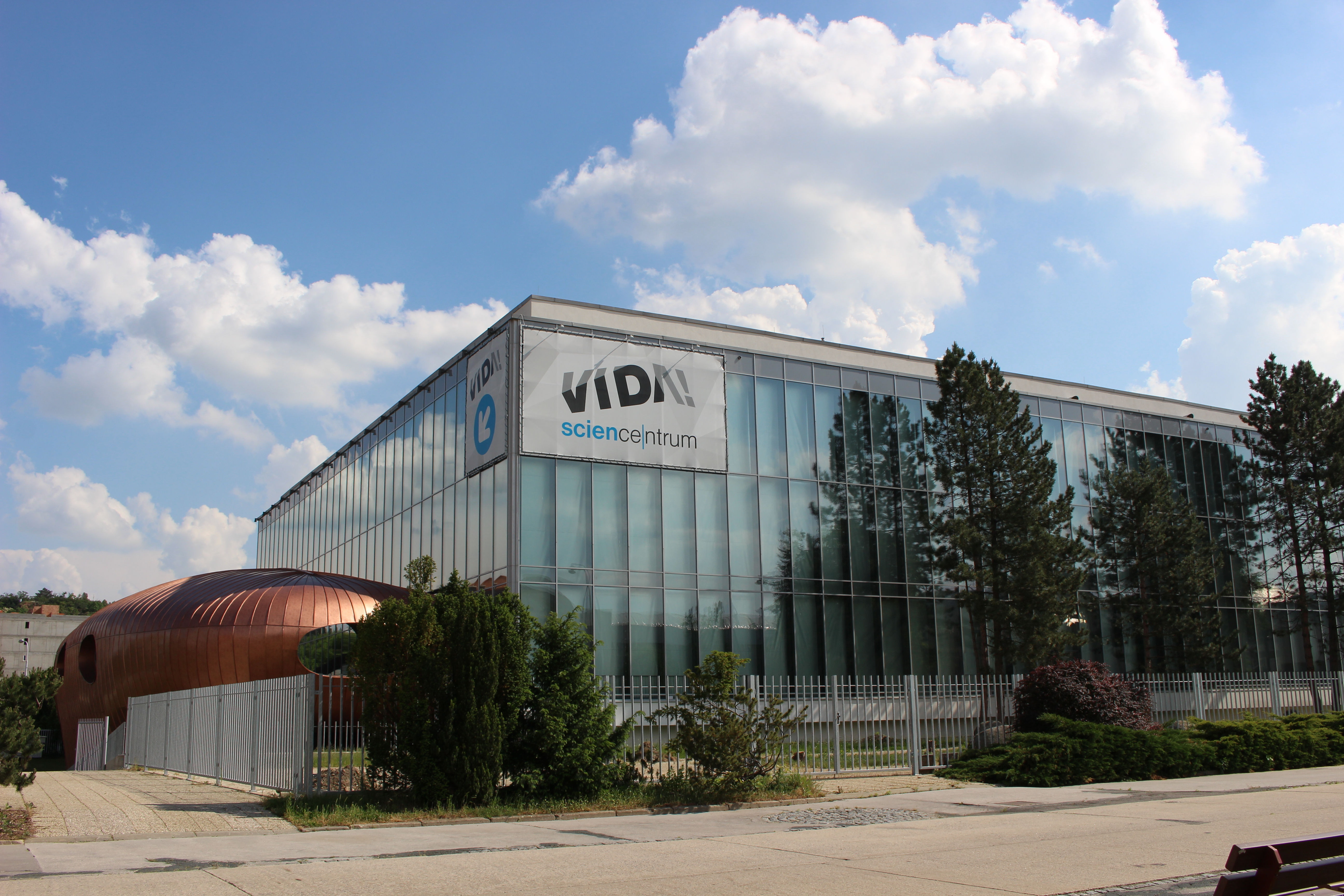
Pavilon D – VIDA! science centrum
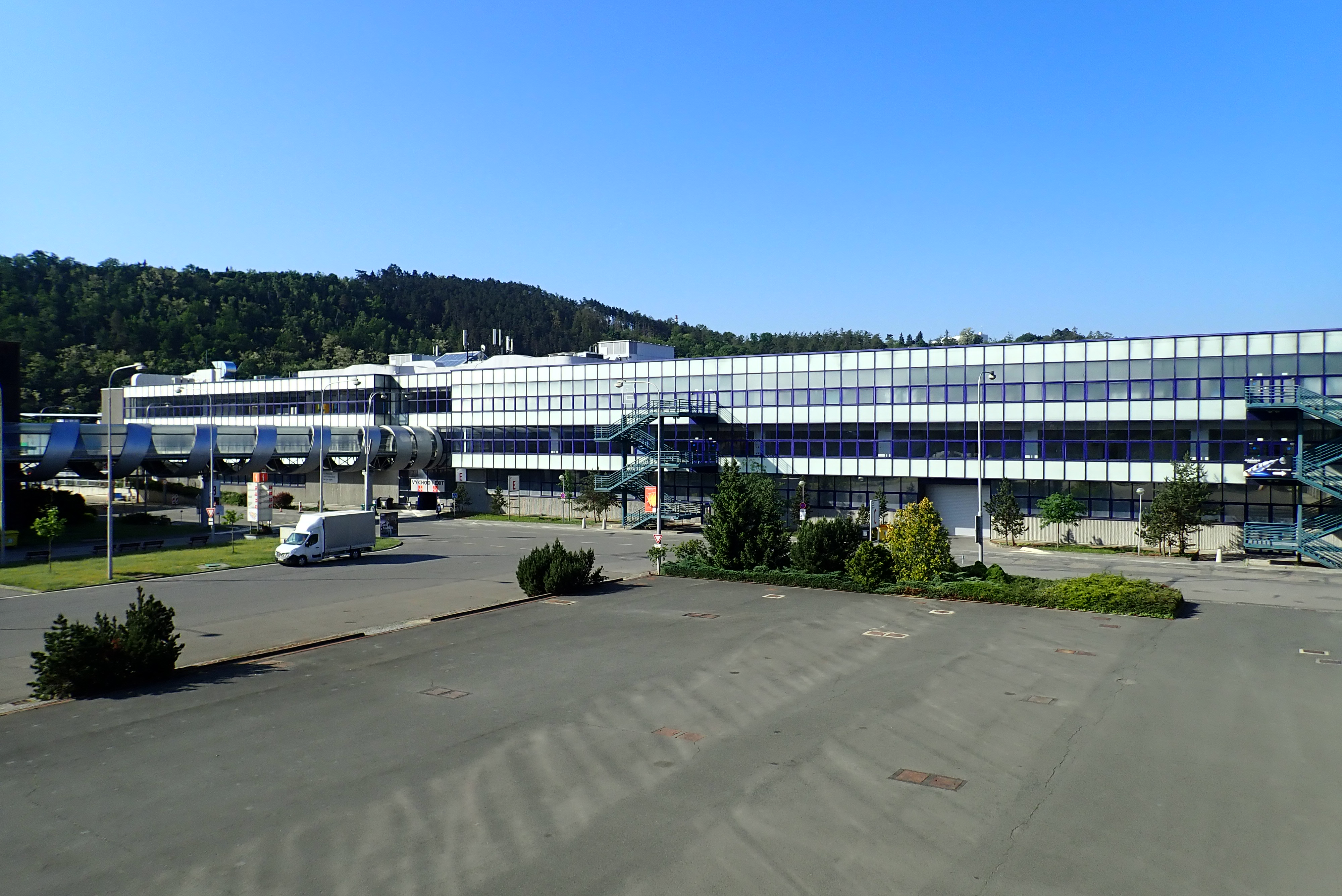
Pavilon E
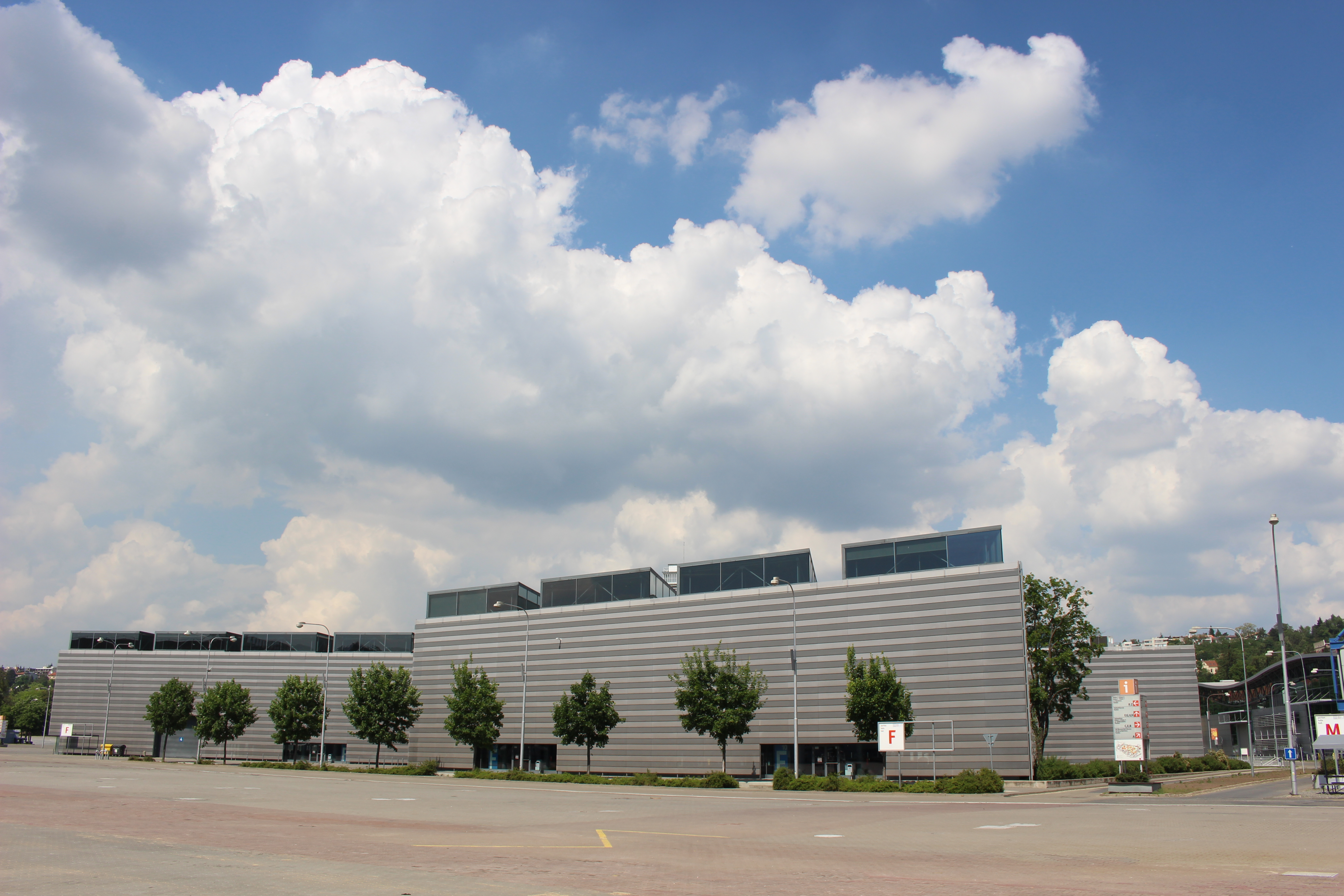
Pavilon F
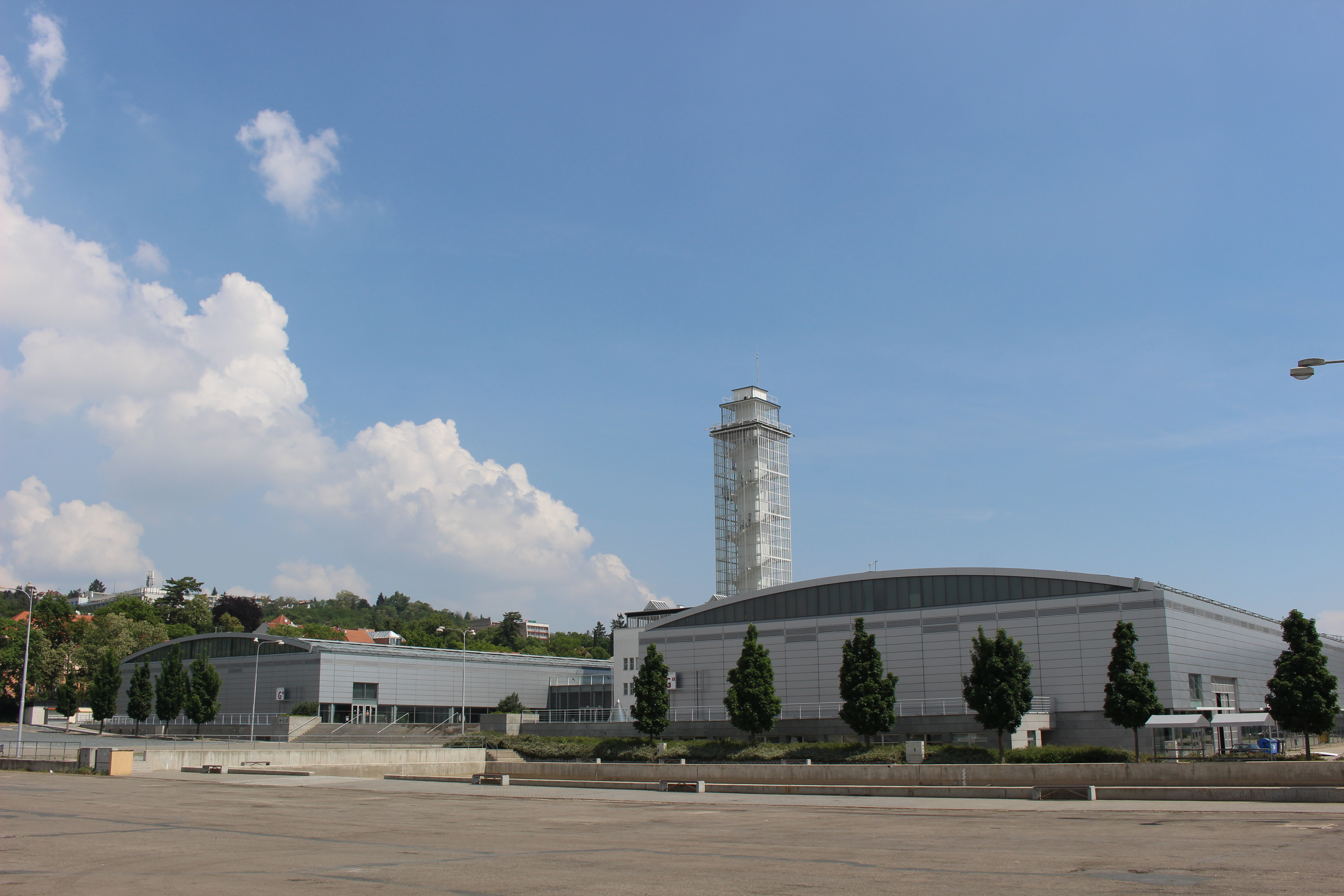
Pavilon G1 a G2
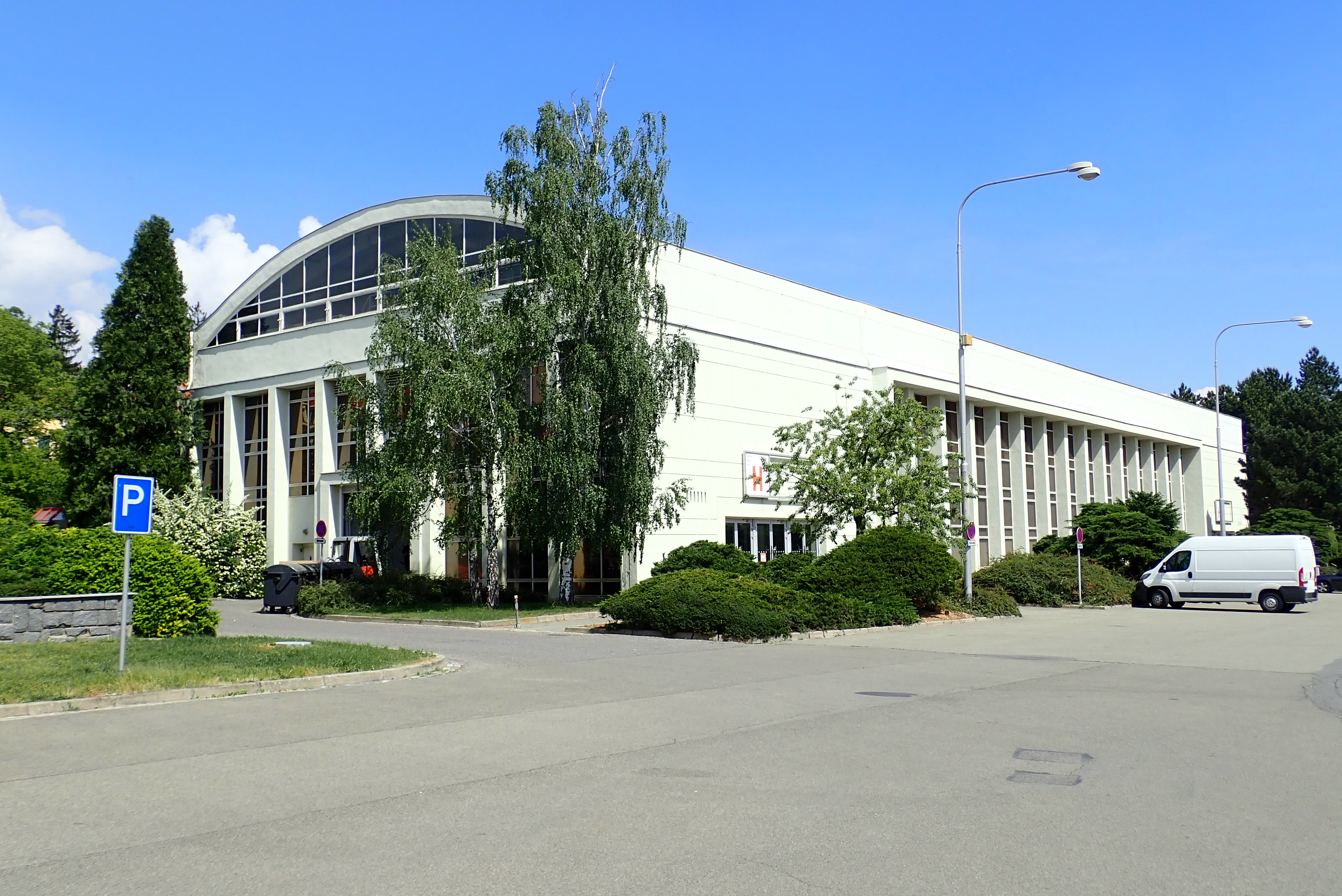
Pavilon H
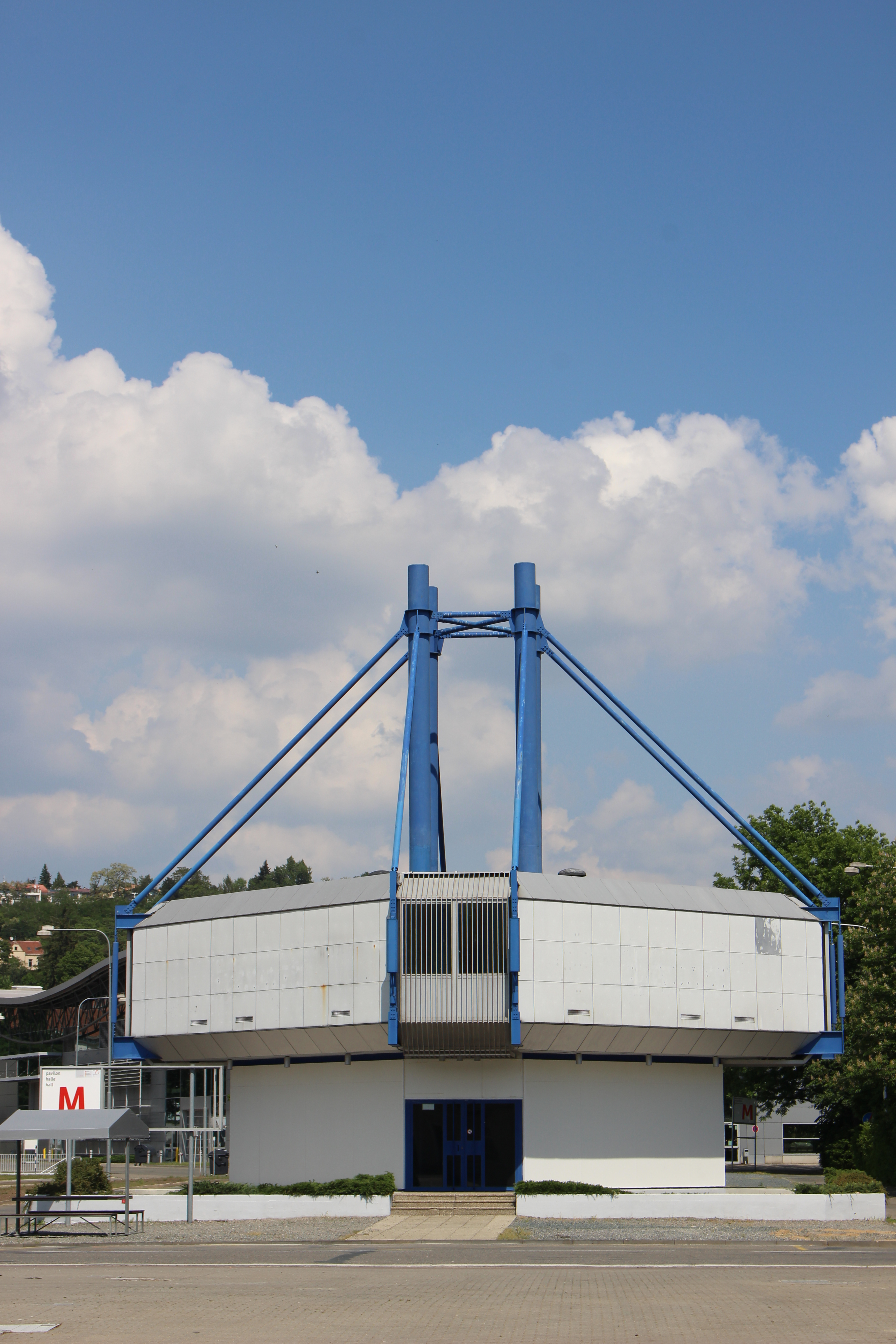
Pavilon M
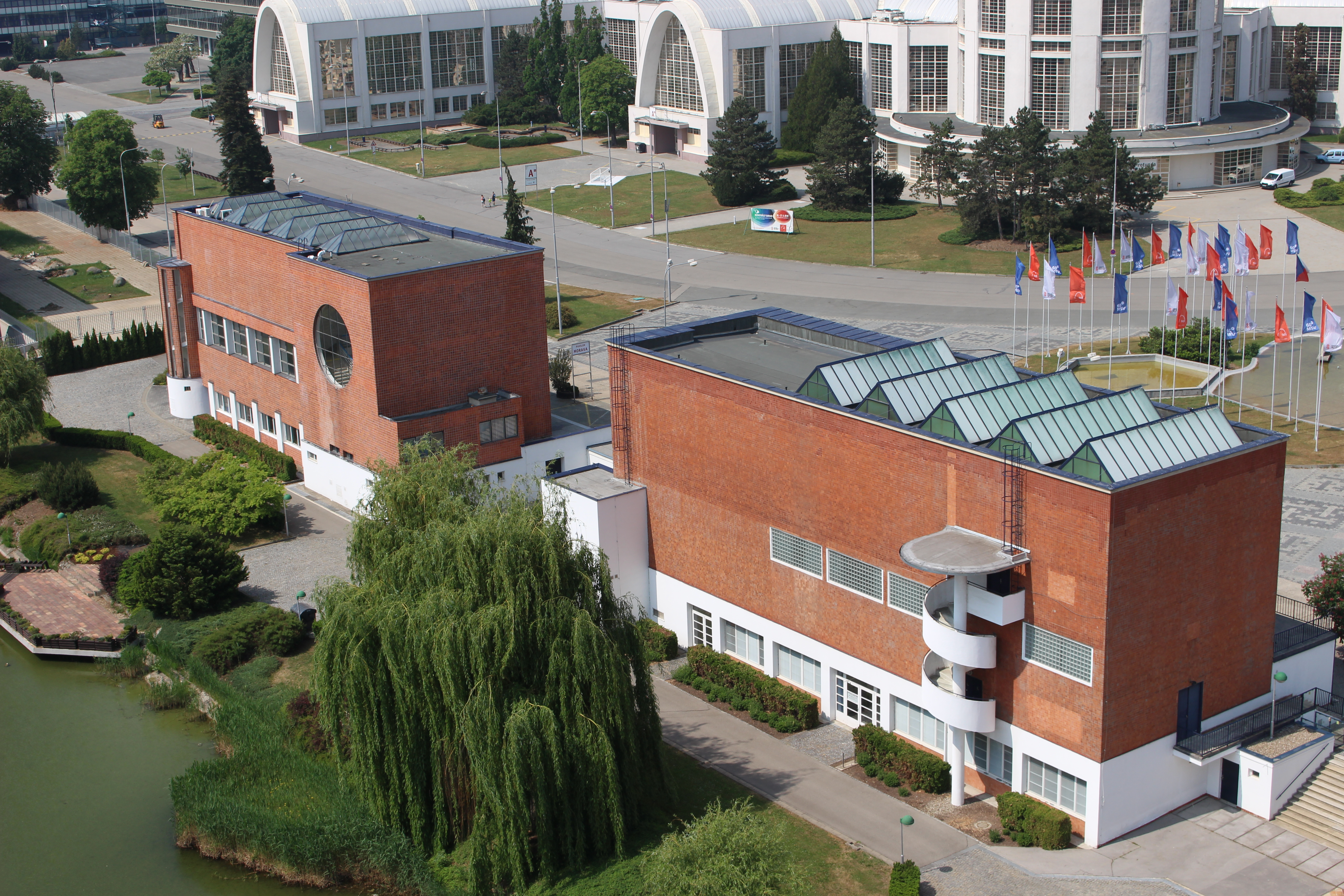
Pavilon Morava
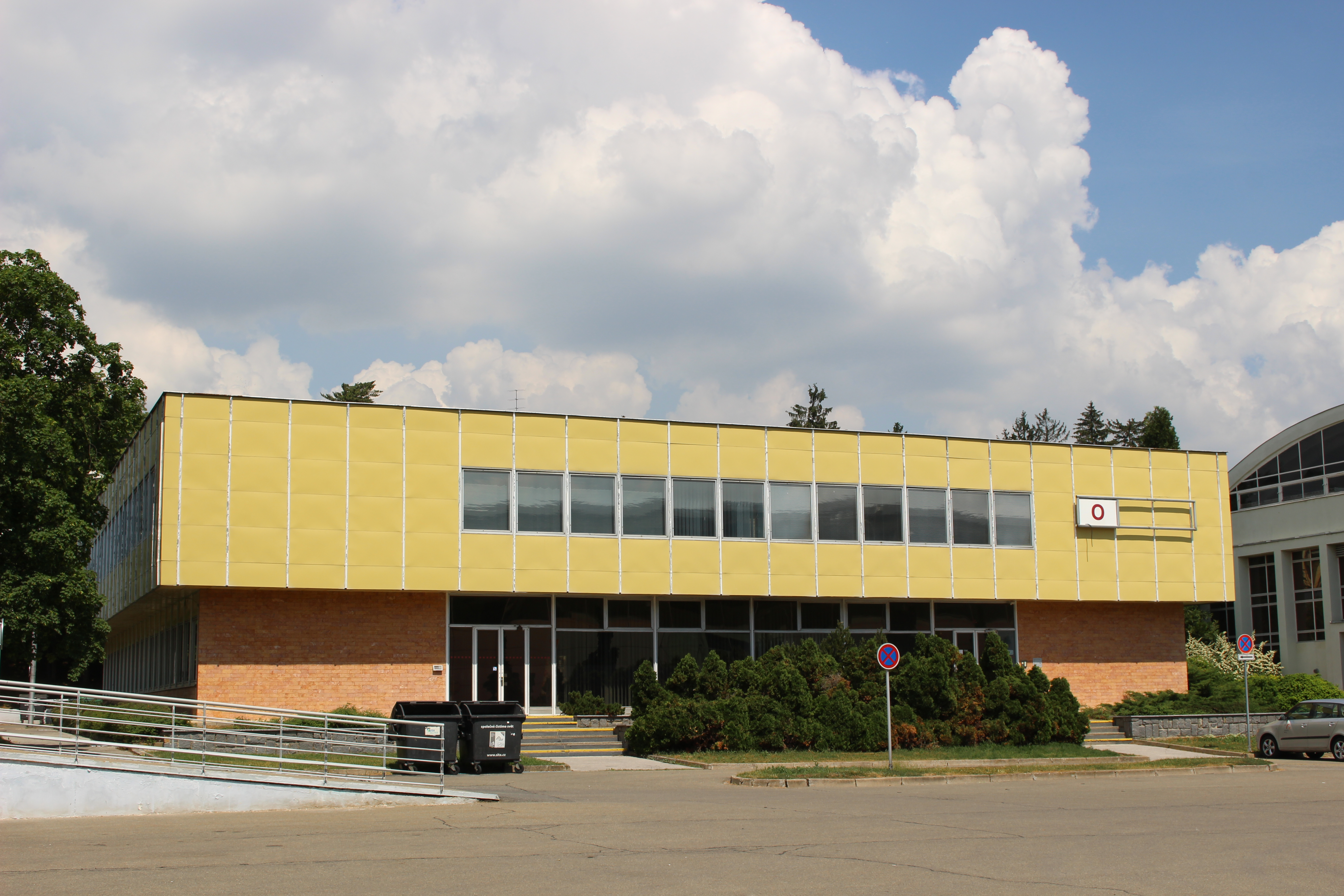
Pavilon O
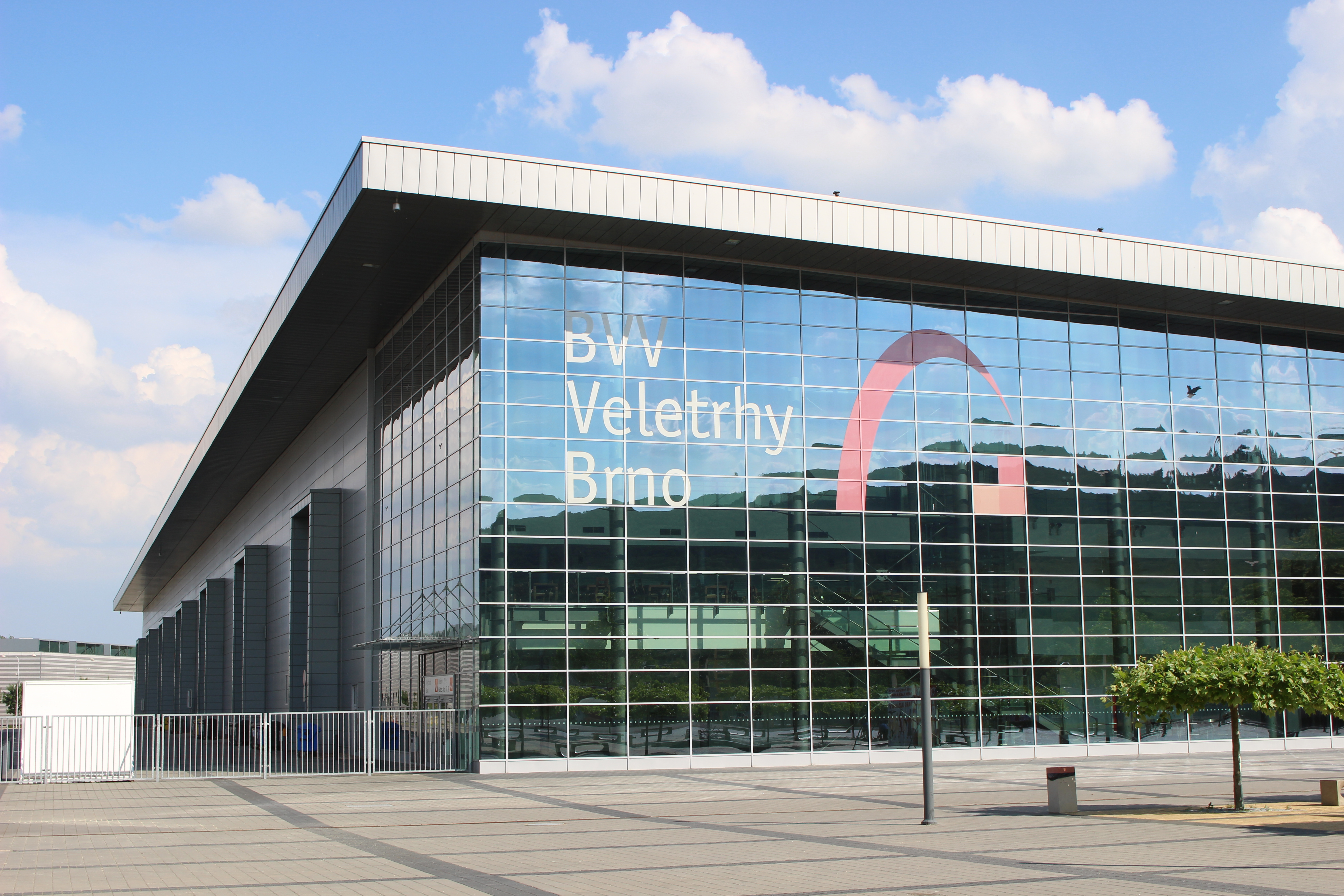
Pavilon P
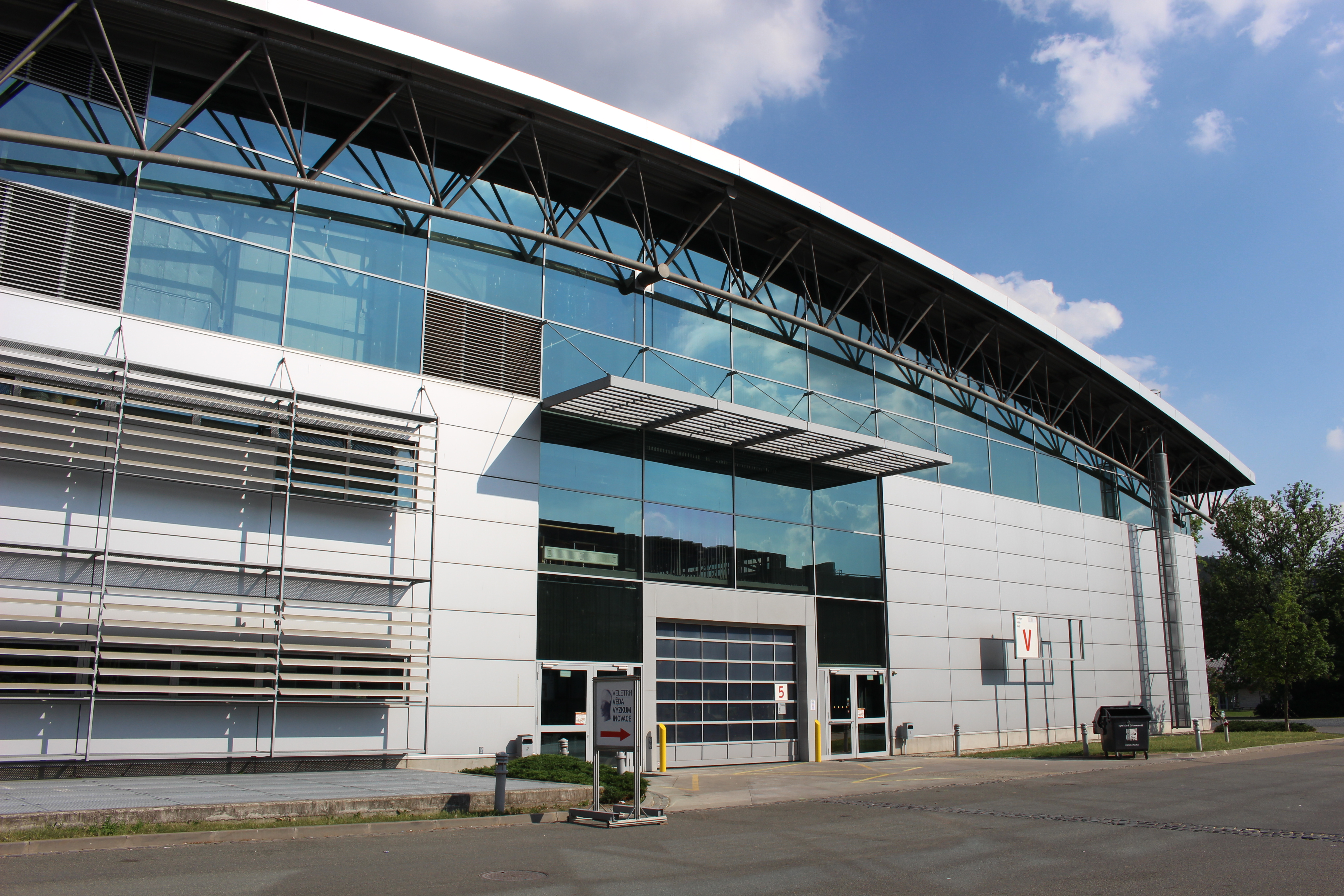
Pavilon V
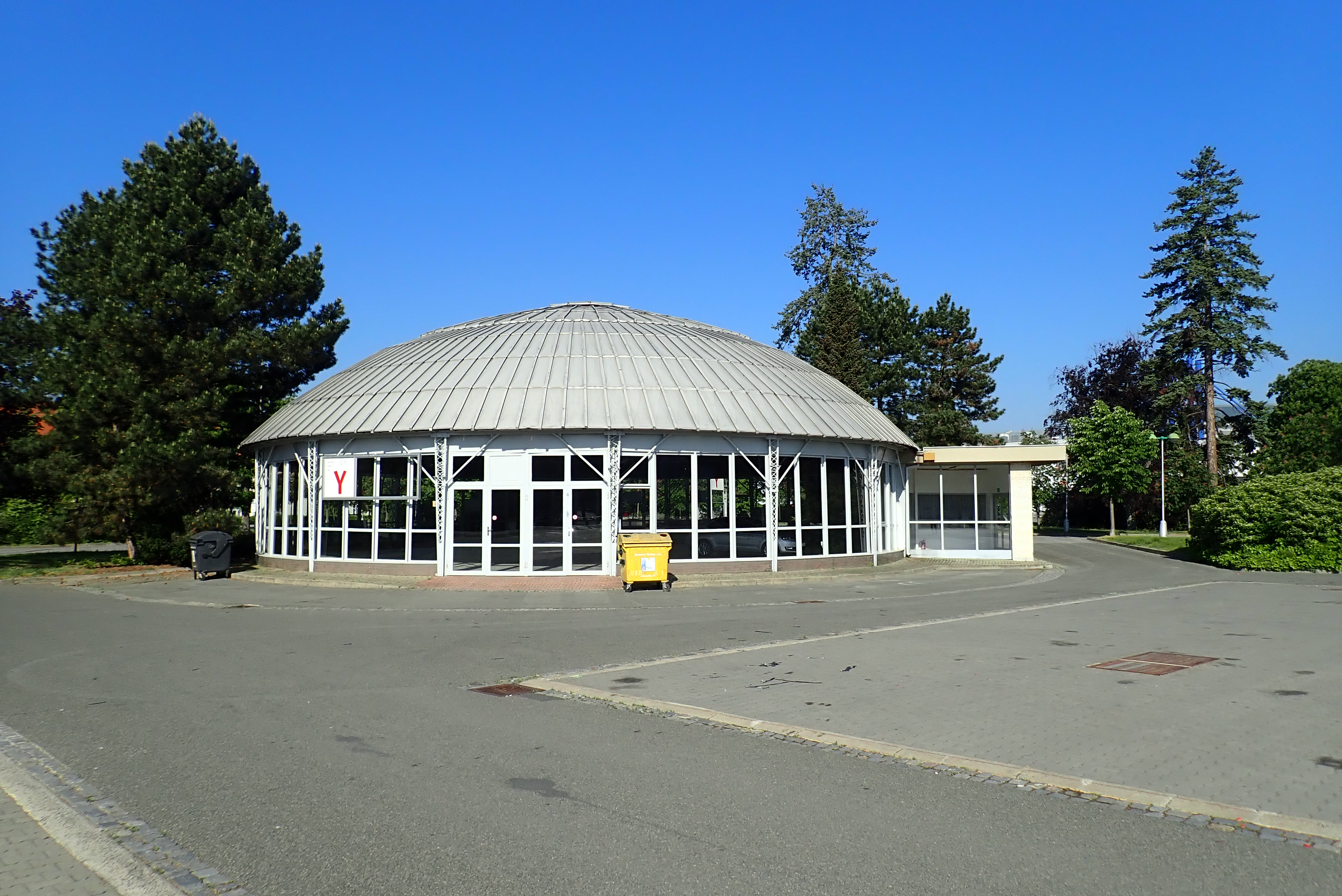
Pavilon Y
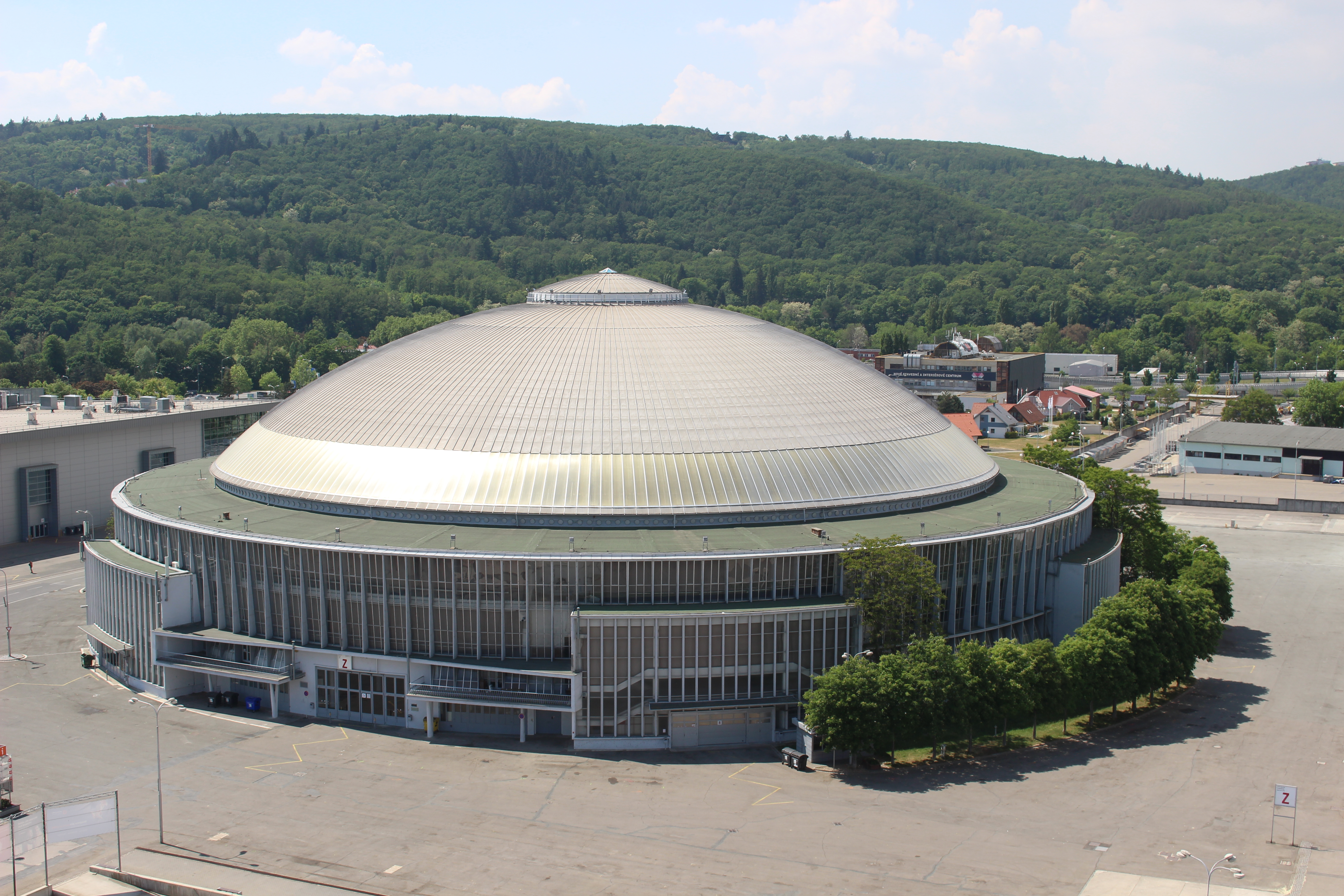
Pavilon Z

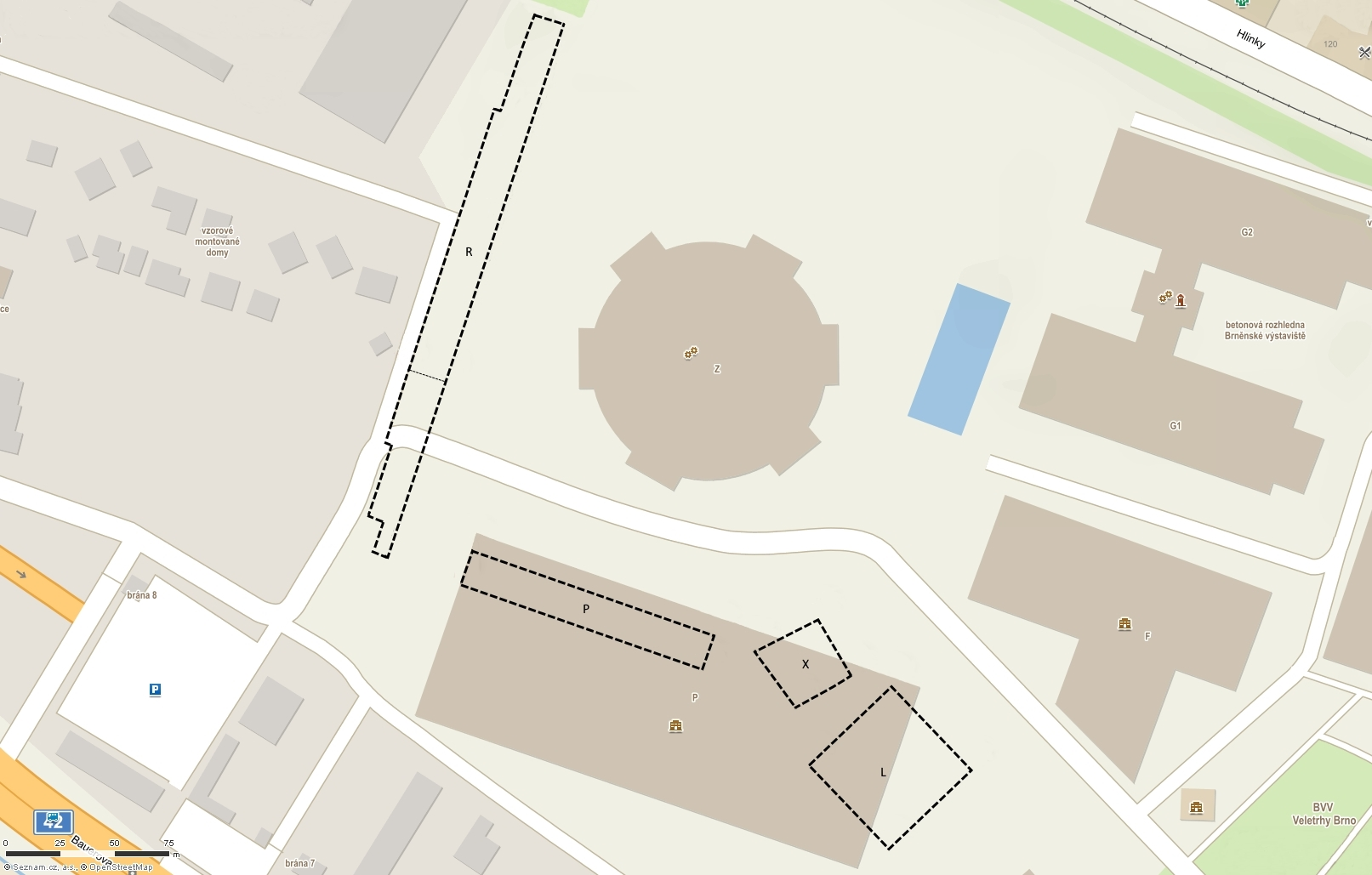
Přibližná poloha zbouraných pavilonů v západní části výstaviště

Výstavní areál tvoří řada pavilonů, které byly vybudovány v průběhu desítek let existence výstaviště. Nejstarší Pavilon A byl hlavním pavilonem pro Výstavu soudobé kultury v Československu. Pavilon B, Pavilon C, Pavilon Y a Pavilon Z byly vybudovány v rámci rozšíření výstaviště na přelomu 50. a 60. let 20. století. Pavilon D byl dokončen v 70. letech 20. století a dnes slouží jako VIDA! science centrum. Pavilon E, Pavilon F a Pavilon G vznikly v pozdější době, v závěru 20. století. Nejnovějším pavilonem je Pavilon P, který byl dokončen roku 2009 na místě starších stržených pavilonů P, X a L. Dominantou výstaviště je kromě Pavilonu Z s kopulí o průměru 90 m i vyhlídková věž.
Hlavní vstup do areálu se nachází na východní straně. Jednopatrová kruhová budova byla počátkem šedesátých let prodloužena a na jejím jižním konci vznikla výšková správní budova. Před vstup bylo instalováno sousoší Vincence Makovského Nový Věk, které je v druhém odlitku umístěno i před budovou bývalého Federálního shromáždění, dnes Novou budovou Národního muzea.
Dominantní vyhlídková věž pochází ze závěru 20. let a měří 45 metrů. Projekt věže vytvořil architekt Bohumír Čermák jako součást pavilonu G. Při rekonstrukci v letech 1957–1958 byl původní výtah nahrazen novým, vysokorychlostním, který však způsoboval závažná poškození nosné konstrukce, která měla tendenci deformovat celou stavbu. Poté byl obvodový plášť oddělen. Do původního stavu byla věž uvedena až po rekonstrukci v roce 1996. V dnešní době je věž pro návštěvníky uzavřena.

## Doprava

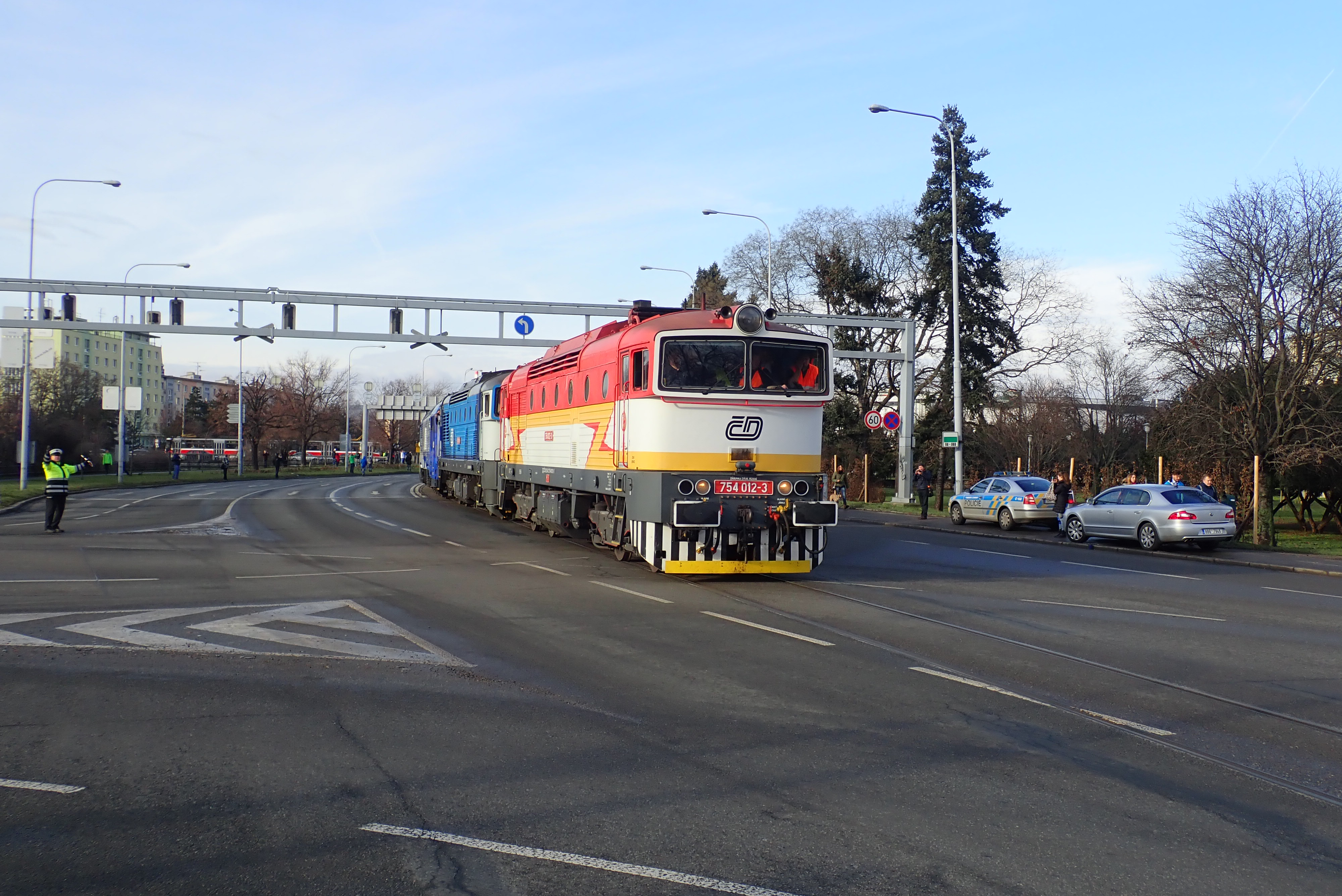
Vlečka do brněnského výstaviště vedla v ulici Poříčí.

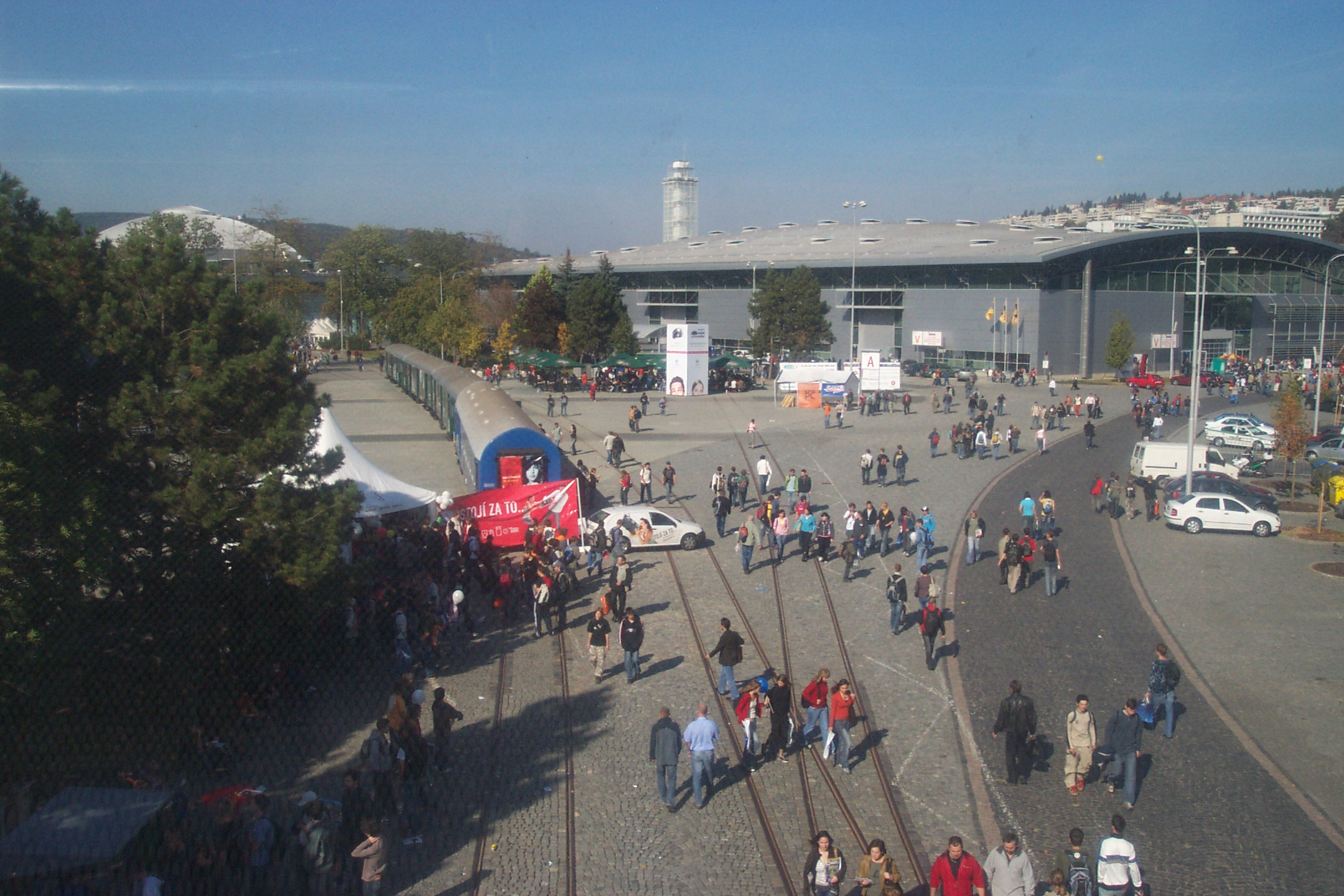
Díky vlečce bylo možno přivážet i větší kolejová vozidla.

Výstaviště je dostupné tramvajovými, trolejbusovými i autobusovými linkami. Základ dopravy na výstaviště tvoří tramvajová linka číslo 1 (Řečkovice – Hlavní nádraží – Výstaviště – Bystrc, Ečerova), zastavující na zastávkách Výstaviště, hlavní vstup a Výstaviště, vstup G2. Tato linka je během významných veletrhů doplněna posilovými tramvajovými linkami P1 (Autobusové nádraží – Hlavní nádraží – Výstaviště) a P2 (Stará osada – Hlavní nádraží – Výstaviště). Od autobusového nádraží jezdí k výstavišti také okružní autobusová linka 44/84 zastavující na zastávce Křížkovského. Během vybraných akcí je rovněž přímo před Hlavní vstup odkloněna autobusová linka číslo 82. Mimo tyto hlavní linky zastavují na zastávce Výstaviště, hlavní vstup i trolejbusové linky 25, 26, 35, 37 a autobusová linka 52. K areálu rovněž směruje několik silnic a z Dálnice D1 dálniční přivaděč (ulice Bítešská a Pisárecký tunel). Vstup do něj je zajištěn pomocí několika bran, které jsou označeny čísly. Výstaviště bylo rovněž napojeno na železniční síť vlečkou od stanice Brno dolní nádraží.